# Monument Pfeffel
 (avril 2025).
Motif : Absence de sources secondaires centrées
- Archive Wikiwix
- Bing
- Cairn
- DuckDuckGo
- E. Universalis
- Gallica
- Google
- G. Books
- G. News
- G. Scholar
- Persée
- Qwant
- (zh) Baidu
- (ru) Yandex
- (wd) trouver des œuvres sur Wikidata

| 1. | Préciser le motif de la pose du bandeau. | Précisez le motif de la pose du bandeau en utilisant la syntaxe suivante : {{admissibilité à vérifier\|date=juillet 2025\|motif=remplacez ce texte par le motif}}                     |
| 2. | Informer les utilisateurs concernés.     | Pensez à avertir le créateur de l'article, par exemple, en insérant le code ci-dessous sur sa page de discussion : {{subst:avertissement admissibilité à vérifier\|Monument Pfeffel}} |

Le monument Pfeffel est situé à Colmar, dans le département français du Haut-Rhin.

## Localisation
La statue est située dans le square Pfeffel, Grand-Rue à Colmar.

## Historique
La statue représente Théophile Conrad Pfeffel, poète et pédagogue alsacien. Elle a été construite en 1927 par Charles Geiss.
Il s'agit d'une copie de l'œuvre d'André Friederich qui a été réalisée en 1859 pour le musée Unterlinden, (aujourd'hui conservée à l'école Pfeffel de Colmar).
Une autre copié en métal avait été réquisitionnée par l'armée allemande pour la fondre au profit de l'artillerie.